# Zgromadzenie Sióstr Służebniczek Niepokalanego Poczęcia Najświętszej Maryi Panny

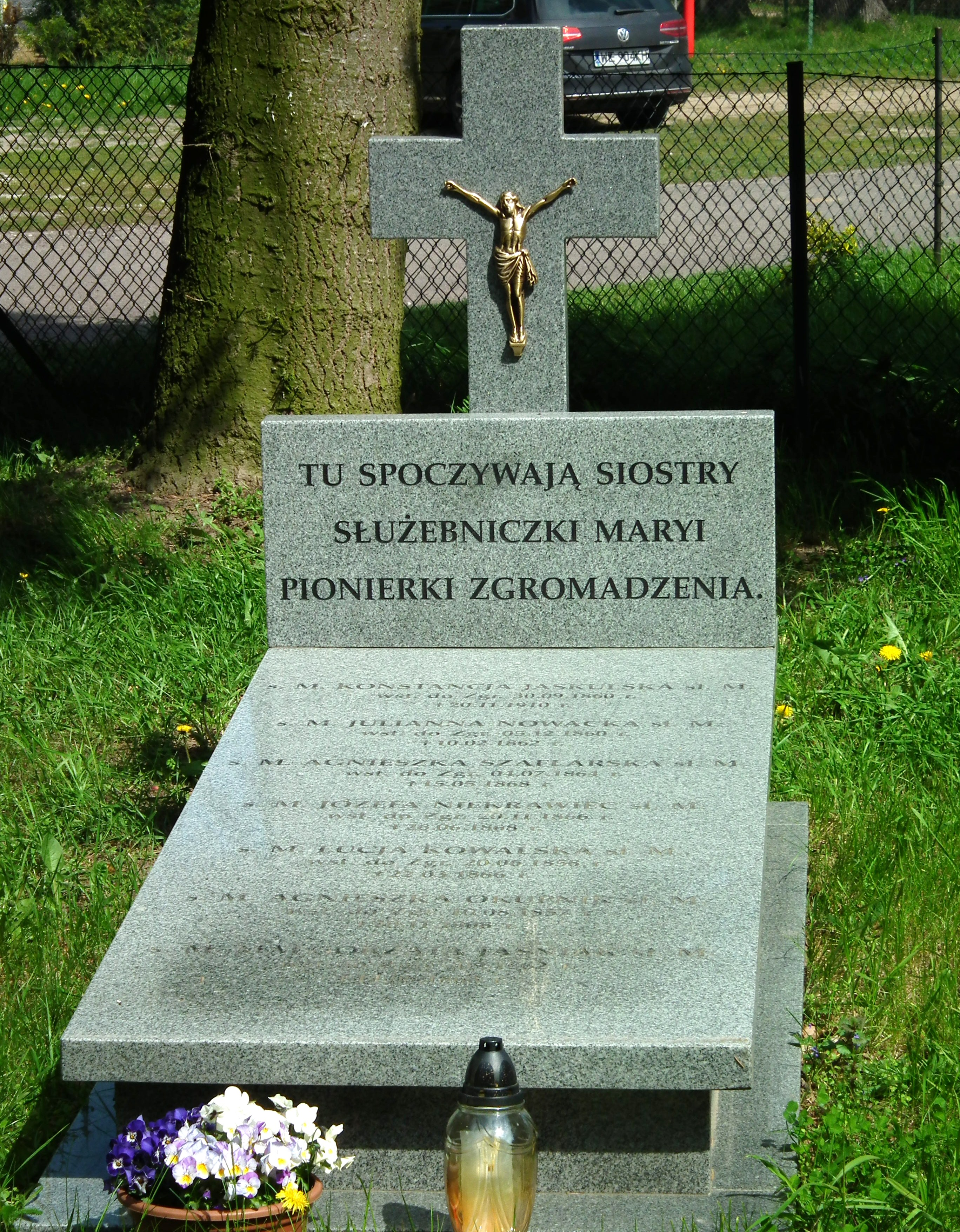
Groby sióstr pionierek w Jaszkowie

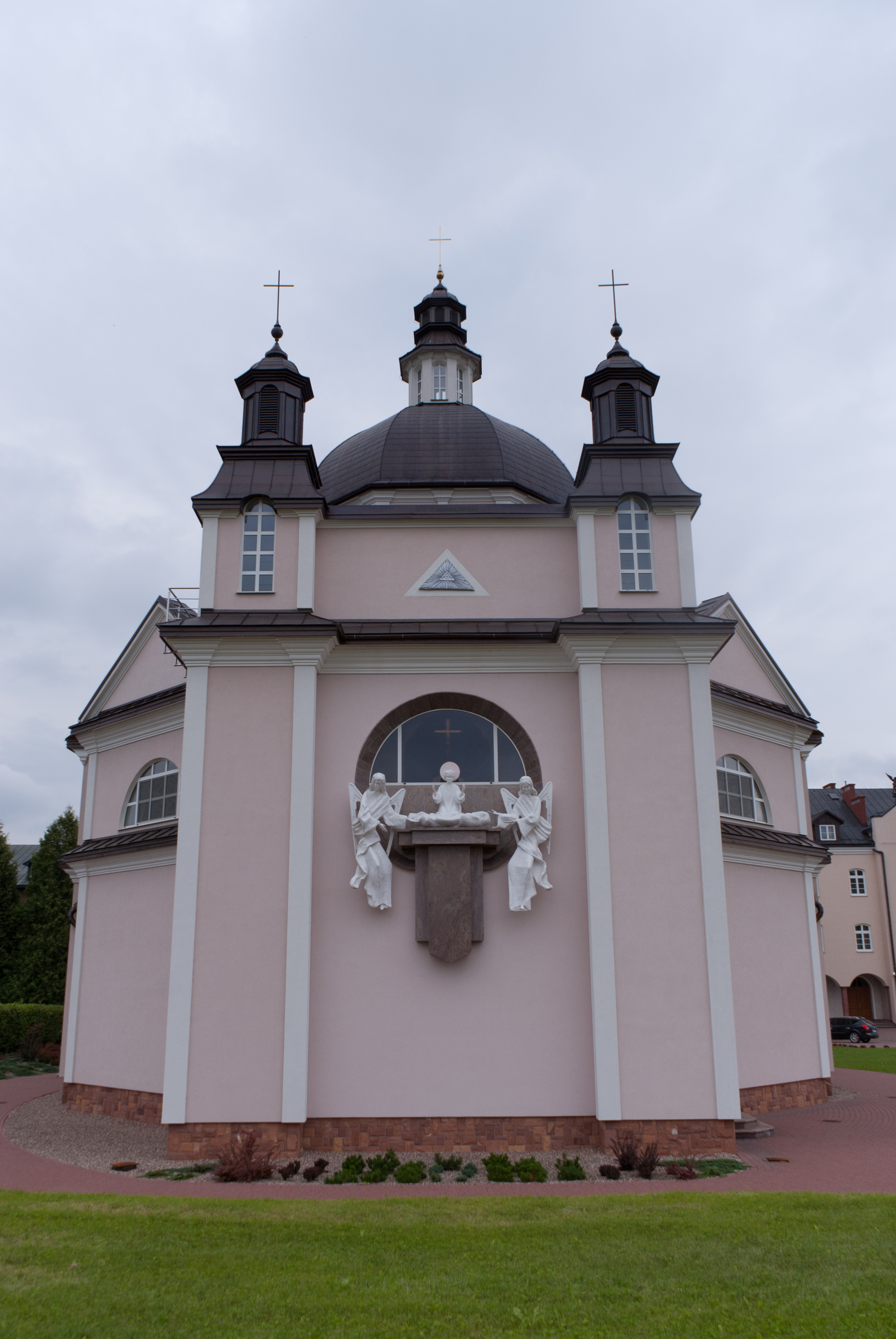
Budynek Zgromadzenia Sióstr Służebniczek SNP w Starej Wsi

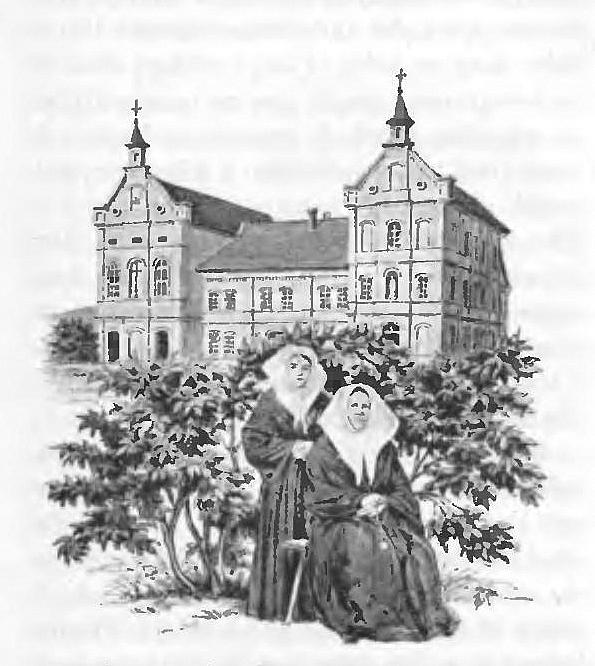
Służebniczki starowiejskie przed 1895

Zgromadzenie Sióstr Służebniczek Niepokalanego Poczęcia Najświętszej Maryi Panny – zgromadzenie zakonne założone 3 maja 1850 przez Edmunda Bojanowskiego, który do 1866 osobiście przyjmował kandydatki do zakonu i decydował o dopuszczeniu ich do ślubów czystości, ubóstwa i posłuszeństwa. Obecnie dziewczęta w wieku od 18 do 30 lat mogą zgłaszać się do przełożonej generalnej na okres rocznej próby.
Celem zgromadzenia będącego wspólnotą apostolsko-charytatywną jest służba bliźnim przejawiająca się w pomaganiu biednym i chorym, wychowaniu dzieci (zwłaszcza biednych), przygotowaniu religijnym dziewcząt do pełnienia przyszłych ról i obowiązków, pojmowana jako droga prowadząca do Boga.
W czasie okupacji hitlerowskiej zakonnice ze zgromadzenia były zaangażowane, z narażeniem życia, w ukrywanie żydowskich dzieci (np. w Zakładzie Sierot im. Ojca Świętego Piusa XI w Chotomowie).
Do 3 maja 2000 w Starej Wsi trwały obchody 150-lecia istnienia zgromadzenia.

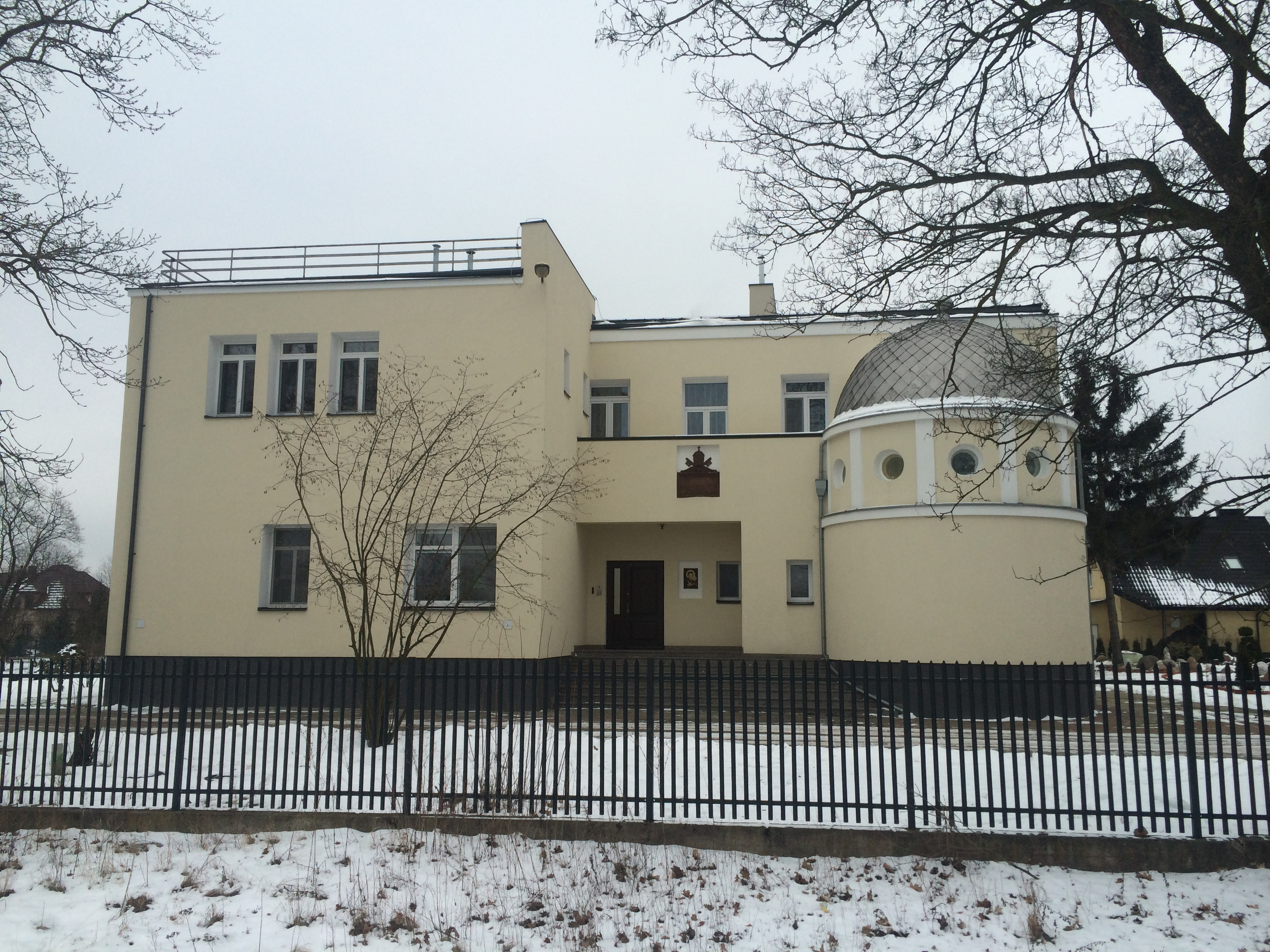
Dom Zakładu Sierot im. Ojca Świętego Piusa XI w Chotomowie, w którym w czasie okupacji hitlerowskiej siostry służebniczki ukrywały żydowskie dzieci

## Federacja Służebniczek w Polsce
- Dębickie (Bogarodzicy Dziewicy Niepokalanie Poczętej)

Dom i Przełożona Generalna w Dębicy, nowicjat w Tuchowie
1. Prowincja Krakowska
2. Prowincja Tarnowska
3. Wikariat Misyjny

- Starowiejskie (NMP Niepokalanie Poczętej)

Dom i Przełożona Generalna w Starej Wsi k. Brzozowa
1. Prowincja Krakowska
2. Prowincja Łódzka
3. Prowincja Przemyska
4. Prowincja Tarnowska
5. Prowincja Afrykańska
6. Prowincja Amerykańska

- Śląskie (NMP Niepokalanie Poczętej)

Dom i Przełożona Generalna we Wrocławiu
1. Prowincja Katowicka
2. Prowincja Opolska
3. Prowincja Warszawska
4. Prowincja Kolońska
5. Prowincja Czesko-słowacka

- Wielkopolskie (Niepokalanego Poczęcia NMP)

Dom i Przełożona Generalna w Luboniu (Żabikowo) k. Poznania
1. Prowincja Pleszewska
2. Prowincja Warszawska
3. Prowincja Brazylijska